# San Michele all'Adige
San Michele all'Adige es una localidad y comune italiana de la provincia de Trento, región de Trentino-Alto Adigio.
En 2021, el municipio tenía una población de 3999 habitantes.
Se ubica a orillas del río Adigio, unos 10 km al norte de la capital provincial Trento junto a la carretera A22 que lleva a Bolzano e Innsbruck.

## Historia
El pueblo se desarrolló en la época medieval en torno a un monasterio de canónigos regulares fundado aquí en 1144-1145 por los condes de Appiano.
El término municipal creció en 1928 al incorporar a su territorio los hasta entonces municipios separados de Faedo y Grumo. Faedo volvió a separarse como municipio entre 1952 y 2019.

## Evolución demográfica
| Gráfica de evolución demográfica de San Michele all'Adige entre 1861 y 2001 |
|                                                                             |
| Fuente ISTAT - elaboración gráfica de Wikipedia                             |